# Trichophyton vanbreuseghemii
Trichophyton vanbreuseghemii är en svampart som beskrevs av Rioux, Jarry & Juminer 1965. Trichophyton vanbreuseghemii ingår i släktet Trichophyton och familjen Arthrodermataceae.   Inga underarter finns listade i Catalogue of Life.